# Battaglia di Fort Henry
La battaglia di Fort Henry fu combattuta il 6 febbraio del 1862 nella parte occidentale del Tennessee centrale durante la guerra di secessione americana; costituì la prima grande vittoria per l'Union Army in generale e per Ulysses S. Grant in particolare nel fronte del Teatro occidentale.
Tra il 4 e il 5 di febbraio il comandante unionista fece sbarcare due divisioni a Nord di Fort Henry, postazione fortificata sudista nei pressi della riva sul Fiume Tennessee; le truppe che servivano sotto Grant erano il nucleo di quella che sarebbe presto divenuta l'Armata del Tennessee, sebbene quel nome non fosse allora ancora in uso. Il piano prevedeva di avanzare sul fortino mentre veniva simultaneamente attaccato dalle cannoniere dirette dal "Flag Officer" Andrew Hull Foote.
Un'accurata combinazione di fatti tutti favorevoli all'Unione, armi da fuoco navali efficienti, un tempo atmosferico di forti piogge e l'assai disagiata collocazione del forte il quale rimase quasi inondato dalle acque del fiume in piena, condussero Lloyd Tilghman ad arrendersi a Foote prima ancora che vi giungesse l'Armata di Grant.
La resa di Fort Henry aprì il Tennessee al traffico navale in direzione Sud verso il confine con l'Alabama. Nei giorni immediatamente successivi e fino al 12 di febbraio, le incursioni unioniste utilizzarono le corazzate per distruggere i ponti ferroviari lungo il fiume e tutti gli approdi degli Stati Confederati d'America. Alla fine l'esercito di Grant procedette via terra per 12 miglia, per impegnarsi contro le truppe nemiche nella seguente battaglia di Fort Donelson.

## Antefatti

La localizzazione della Contea di Hickman (Kentucky), all'estremo occidente dello Stato, ove si trova Columbus.

All'inizio del 1861 la situazione critica del Kentucky, in quanto uno degli Stati cuscinetto nella guerra di secessione americana, aveva indotto i suoi legislatori a dichiarare la completa neutralità tra le parti contrapposte. Questa verrà però violata per la prima volta il 3 di settembre quando il generale Sudista Gideon Johnson Pillow, che agiva per ordine di Leonidas Polk, conquistò senza colpo ferire Columbus. La città fluviale, situata su alte scogliere, permetteva il controllo diretto della riva per un vasto tratto.
Vennero fatti installare 140 cannoni mine sottomarine e una pesante catena che si estendeva per un miglio attraverso il Fiume Mississippi fino a Belmont, mentre nel contempo la città veniva posta sotto uno stato di occupazione militare da 17 000 truppe; in tal modo venne tagliato in pieno il commercio settentrionale in direzione Sud.

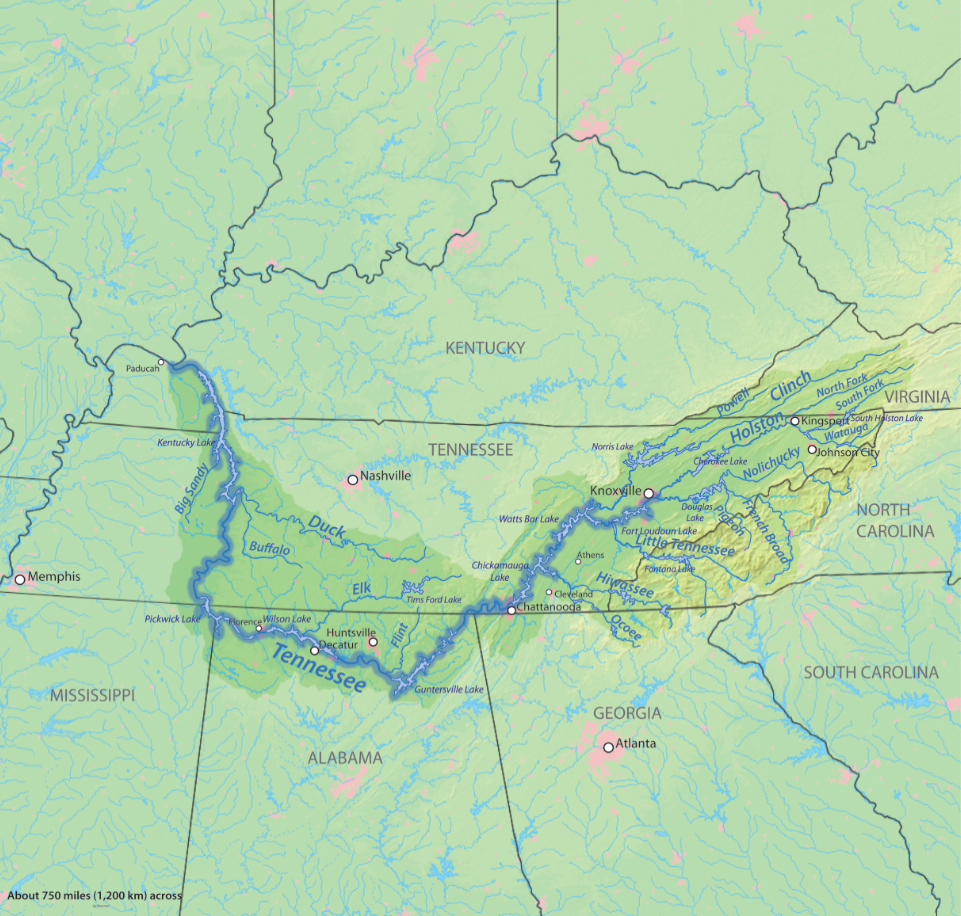
La localizzaione del percorso del fiume Tennessee lungo la Valle del Tennessee; nella sua punta estrema occidentale si trova Paducah.

Appena due giorni dopo Grant, mostrando quell'iniziativa personale che avrebbe caratterizzato tutta la sua successiva carriera, s'impadronì di Paducah, un importante centro di transito ferroviario e portuale alla foce del Tennessee. Da questo momento in poi nessuno dei 2 avversari rispetterà più la proclamata neutralità territoriale, con la conseguenza diretta che il di poco precedente vantaggio confederato andò completamente perduto: la "zona cuscinetto" fornita dal Kentucky non sarà pertanto più disponibile come aiuto alla difesa del Tennessee.

Il vessillo dell'"Army of Central Kentucky".

All'inizio del 1862 un singolo generale, Albert Sidney Johnston, comandò tutte le forze confederate dall'Arkansas ai Monti Cumberland; le truppe però saranno costrette a sparapagliarsi sopra un'ampia linea difensiva che ne assottiglava localmente gli effettivi in modo sostanziale. Il fianco sinistro di Johnston era Polk, a Columbus con 12 000 uomini; mentre il fianco destro veniva invece rappresentato da Simon Bolivar Buckner stanziato a Bowling Green con 4 000 uomini. Assieme formavano l'"Army of Central Kentucky".

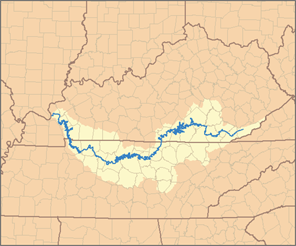
Il percorso del fiume Cumberland.

Il centro era costituito da due fortificazioni, Fort Henry e Fort Donelson, poste sotto il comando di Lloyd Tilghman ed aventi all'incirca altri 4 000 effettivi. Questi due forti erano le uniche due postazioni che difendevano rispettivamente le importanti vie fluviali del Tennessee e del fiume Cumberland; se i due tratti fossero stati aperti al traffico militare dell'Unione, avrebbero potuto condurre a due percorsi d'invasione diretta fino al Tennessee e oltre.
Il comando militare dell'Unione in Occidente soffrì per un certo periodo di una mancanza di guida unificata e fu organizzato in tre dipartimenti separati: quello del Kansas sotto il generale David Hunter; quello del Missouri sotto il maggior generale Henry Halleck ed infine quello dell'Ohio sotto il Generale di brigata Don Carlos Buell.
Nel gennaio del 1862 questa frammentazione si renderà sempre più evidente perché non riuscirono a concordare una strategia comune per le operazioni nel teatro occidentale. Buell, sotto pressione politica per invadere e tenere il Tennessee filo-unionista, si mosse lentamente in direzione di Nashville; mentre nel dipartimento di Halleck Grant si spostò lungo il fiume Tennessee per distogliere l'attenzione dal previsto progresso di Buell, che però non si verificò.
Halleck e gli altri generali occidentali stavano subendo forti pressioni dal presidente Abraham Lincoln per partecipare ad un'offensiva generale da far partire il giorno dell'anniversario della nascita di George Washington, il 22 di febbraio, Nonostante la sua tradizionale prudenza, Halleck alla fine reagì positivamente alla proposta di Grant di muoversi contro Fort Henry, addirittura in anticipo sui tempi previsti; egli sperava difatti che ciò avrebbe migliorato la sua posizione rispetto al collega rivale Buell.
Halleck e Grant erano anche preoccupati per le voci secondo cui Pierre Gustave Toutant de Beauregard sarebbe presto arrivato con 15 reggimenti confederati. Il 30 di gennaio Halleck autorizzò in via ufficiale Grant a prendere Fort Henry.
Questi non perderà tempo lasciando il Cairo nell'Illinois, alla confluenza del Mississippi e del fiume Ohio, già il 2 di febbraio. La sua forza d'invasione, che arrivò sul Tennessee tra il 4 e il 5 seguenti, consisteva in 15-17 000 uomini suddivisi in due divisioni, comandate rispettivamente da John Alexander McClernand e da Charles Ferguson Smith, più la "Western Gunboat Flotilla" (Mississippi River Squadron) comandata da Andrew Hull Foote.
| I vascelli corazzati della flottglia dell'Unione.                           |
| --------------------------------------------------------------------------- |
| - La USS Cincinnati - La USS Carondelet - La USS Saint Louis - La USS Essex |

La flottiglia comprendeva quattro cannoniere corazzate (l'ammiraglia USS Cincinnati, l'USS Carondelet, l'USS St. Louis (USS Baron DeKalb) e l'USS Essex) sotto il comando diretto di Foote, con l'aggiunta di tre navi da guerra (di legno) sommariamente armate (l'USS Conestoga, l'USS Tyler e l'USS Lexington) sotto il luogotenente Seth Ledyard Phelps. Le navi da trasporto, insufficienti all'inizio della guerra per consegnare tutte le truppe dell'esercito in un'unica operazione, richiesero due viaggi a monte per poter raggiungere il forte.
| I comandanti chiave della battaglia di Fort Henry.                                                                                             |
| --- |
| - Brig. Gen. Ulysses S. Grant, USA - Flag Officer Andrew Hull Foote, USN - Commander Seth Ledyard Phelps, USN - Brig. Gen. Lloyd Tilghman, CSA |

## Fort Henry
Fort Henry era una struttura terrena a cinque lati, con bastioni aperti, che copriva 10 acri sulla riva orientale del Tennessee, vicino all'"Antico approdo di Kirkman"; il sito era a circa un miglio sopra Panther Creek e circa a sei miglia sotto la foce del "Big Sandy River" e di "Standing Rock Creek".
Nel maggio del 1861 il governatore del Tennessee Isham Green Harris nominò l'avvocato dello Stato Daniel Smith Donelson in qualità di generale di brigata e lo diresse a costruire fortificazioni sui fiumi del Medio Tennessee; questi trovò presto dei siti adatti, che però si trovavano all'interno dei confini del Kentucky, a quel tempo ancora uno stato neutrale. Spostandosi a monte, proprio all'interno del confine del Tennessee, Donelson scelse il sito del forte sulle rive del Cumberland il quale avrebbe portato il suo nome. Il colonnello Bushrod Rust Johnson del "Tennessee Corps of Engineers" (il genio militare) approvò la posizione.

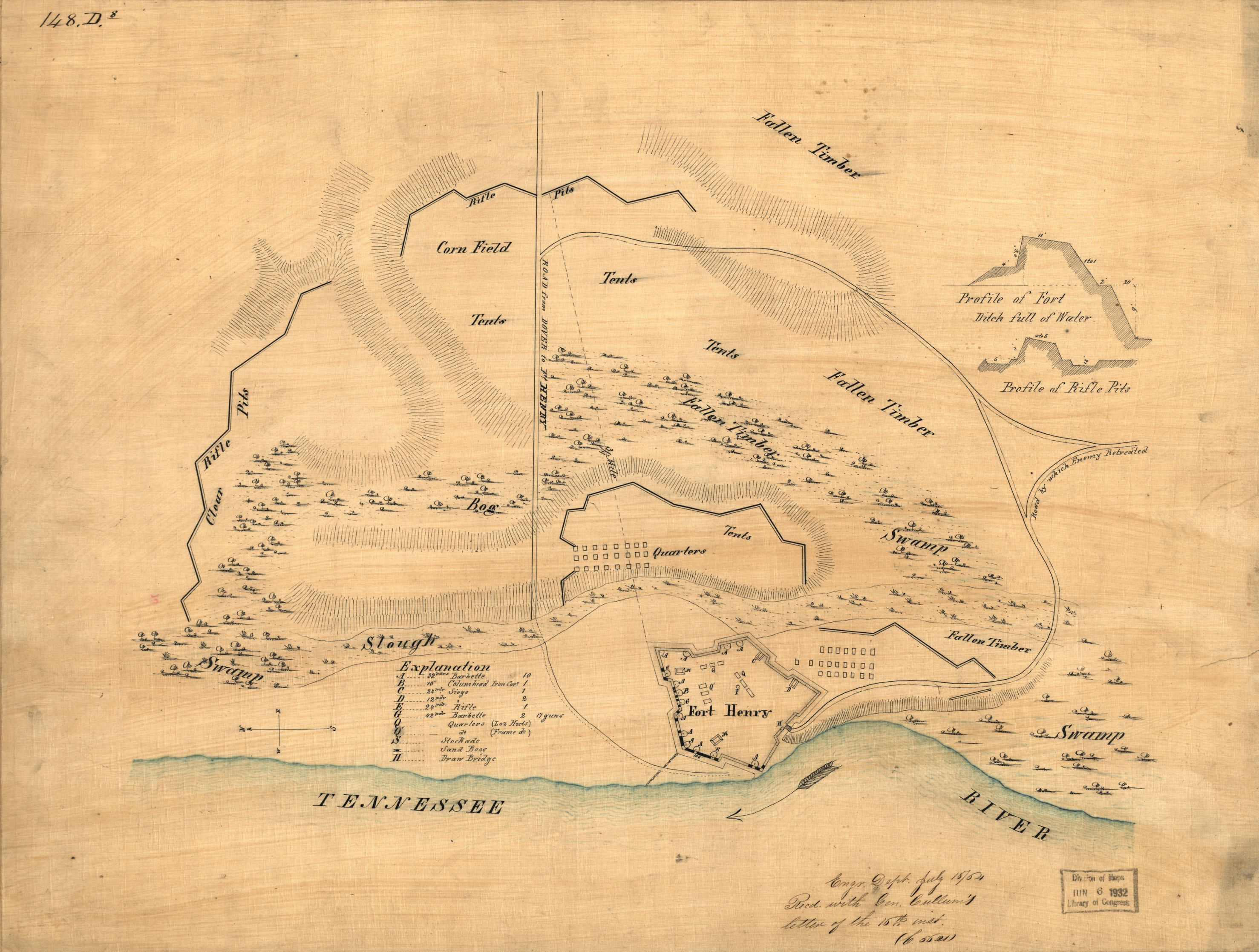
Mappa con i piani in rilievo di Fort Henry, redatta dal generale George Washington Cullum e con le sue annotazioni.

All'inizio della costruzione, Donelson si trasferì a 12 miglia ad Ovest, verso il fiume Tennessee, per scegliere il sito di Fort Henry, dattezzandolo in onore del
senatore Gustavus Adolphus Henry Sr. Con Fort Donelson sulla riva occidentale del Cumberland Donelson optò verso la riva Est del Tennessee per il secondo forte; in tal modo una guarnigione poteva viaggiare tra i due e difendere entrambe le postazioni; Donelson riteneva infatti assai improbabile che potessero venire attaccati simultaneamente.
A differenza della sua controparte sul Cumberland, Fort Henry era situato su un terreno basso e paludoso e dominato dalle colline sul fiume; a suo vantaggio aveva un campo di fuoco non ostruito fino a 3,2 km dalle rive. La squadra addetta a dirigere i lavori composta da Adna Anderson - un ingegnere civile - e dal maggiore William F. Foster del "1st Tennessee Infantry" obiettò però fermamente contro il sito appellandosi direttamente a B.R. Johnson, il quale inspiegabilmente lo approvò.
Il forte era progettato per fermare il traffico sul fiume, ma non per resistere ad assalti di fanteria su larga scala. La costruzione iniziò a metà giugno, usando uomini della "10th Tennessee Infantry " e schiavi afroamericani del Tennessee. Il primo colpo cannone per testarne la forza d'urto fu sparato il 12 luglio del 1861. Dopo questa raffica di attività il resto dell'anno vide ben poca azione poiché i forti sul fiume Mississippi avevano una priorità più alta nel ricevere uomini e artiglieria.
Il generale Polk trascurò anche i forti Henry e Donelson in favore della difesa di Columbus. Alla fine di dicembre altri uomini della "27th Alabama Infantry" giunsero insieme a 500 schiavi per costruire una piccola fortificazione attraverso il fiume sulla collina di Stewart, all'interno del campo di artiglieria di Fort Henry, e lo chiamarono Fort Heiman.
A gennaio Lloyd Tilghman assunse il comando di entrambi i fortini, con una forza combinata di 4 900 uomini; a Fort Henry, circa 3 000-3 400 uomini suddivisi in due brigate erano comandati dai colonnelli Adolphus Heiman e Joseph Drake. Gli uomini erano armati principalmente con vecchi fucili a pietra focaia risalenti alla Guerra anglo-americana del 1812.
All'epoca della battaglia furono montati 17 cannoni a Fort Henry, 11 che avrebbero dovuto coprire il fiume e gli altri 6 posizionati per difendersi da un attacco di terra. Vi erano inoltre 2 cannoni pesanti, un Columbiade da 10 pollici e un cannone rigato da 24 libbre, mentre per il resto erano lisci a corta gittata; c'erano anche due cannoni da 42 libbre, ma non era disponibile alcuna munizione di quel calibro.
Quando il fiume si trovava a livelli normali, le mura del forte si innalzavano di 6 metri al di sopra di esso ed erano spesse 6 metri alla base, inclinate verso l'alto fino ad una larghezza di circa 3 metri al parapetto; tuttavia già a febbraio le forti piogge fecero salire il fiume e la maggior parte del forte rimase sott'acqua, compresa la polveriera.
I confederati dispiegarono un'ulteriore misura difensiva, che era allora unica nella storia della guerra: diversi "siluri" o mine navali (nella terminologia moderna, un campo minato navale) erano ancorati sotto la superficie del principale canale di navigazione, armati con cariche da far esplodere quando fossero state appena toccate da una nave. Questa misura si rivelerà alla fine del tutto inefficace, a causa degli alti livelli d'acqua e delle perdite nei contenitori metallici dei siluri.

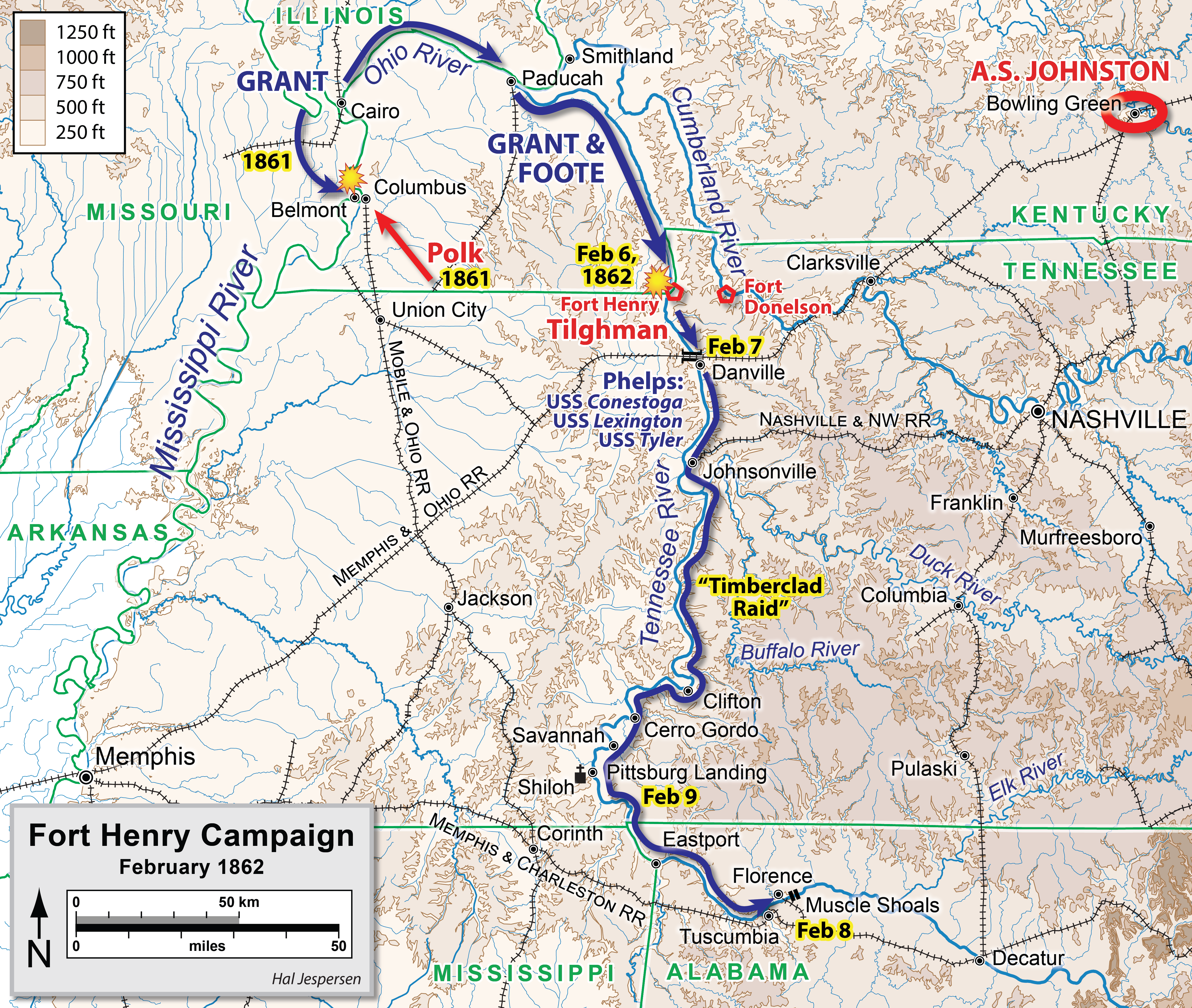
Mappa della direzione degli spostamenti effettuati dalla battaglia di Belmont (1861) (in alto a sinistra) fino alla battaglia di Shiloh (in basso al centro), passando per Fort Henry e la battaglia di Fort Donelson (al centro verso l'alto).

## La battaglia
Il 4 e il 5 di febbraio Grant sbarcò le sue divisioni in due luoghi diversi: la divisione di McClernand si trovava a 3 miglia a Nord del forte, sulla riva ad Est del Tennessee, per impedire la fuga della guarnigione; mentre quella di C.F. Smith avrebbe dovuto conquistare Fort Heiman sul lato del fiume partendo dal Kentucky per poter così mettere sotto il tiro dell'artiglieria Fort Henry. A seguito della caduta di copiose piogge la notte del 5 di febbraio il progresso delle truppe dell'Unione verrà rallentato, trasformando la battaglia in azioni navali, che si conclusero prima ancora che la fanteria entrasse il campo.
Tilghman capì che era solo questione di tempo prima che Fort Henry cadesse; a montare una qualche difesa rimasero solamente 9 cannoni sopra il filo dell'acqua. Mentre lasciava artiglieria nel forte per tenere a bada le cannoniere dell'Unione, ordinò alla maggior parte delle truppe di marciare, sotto il comando di A. Heiman, sulla rotta via terra fino a Fort Donelson, a 19 km di distanza. Fort Heiman fu abbandonato già il 4 di febbraio e solo una manciata di artiglieri lasciò Fort Henry il giorno seguente.
La cavalleria dell'Unione si lanciò all'inseguimento dei Confederati in ritirata, ma le cattive condizioni stradali impedirono qualsiasi serio scontro e presero ben pochi prigionieri. Tilghman, com'era suo costume, trascorse la notte tra il 5 e il 6 sul piroscafo Dunbar, ancorato a 2 km e mezzo a monte. Verso mezzanotte mandò un aggiornamento della situazione a Johnston, quindi tornò a Fort Henry poco prima del sorgere dell'alba.
La mattina del 6 le sette navi di Foote arrivarono e stabilirono la loro posizione intorno alle 12.30; ben presto aprirono il fuoco a 1 700 metri di distanza, iniziando così uno scambio di colpi che si protrasse per oltre un'ora. Dopo che Tilghman respinse un'offerta iniziale di resa, la flotta continuò a bombardare con costanza; questo fu il suo primo impegno di Foote con le corazzate di nuova progettazione e frettolosamente costruite nei cantieri del Nord.
Egli schierò le sue 4 cannoniere in fila, seguite dalle 3 imbarcazioni di legno, sotto il comando di Seth Ledyard Phelps, che furono lanciate per un lungo raggio ma che però realizzarono un attacco meno efficace; l'alta marea associata alla bassa elevazione dei cannoni di Fort Henry permisero alla flotta di Foote di sfuggire a gravi distruzioni. Il fuoco confederato sarà in grado di colpire le corazzate solo dove la loro armatura era più resistente.
Durante il bombardamento tutte e 4 le corazzate furono ripetutamente colpite dal fuoco nemico; la USS Essex rimarrà seriamente danneggiata quando un colpo da 32 libbre gli penetrò nella corazza, colpendo la caldaia centrale e seminando una valanga di vapore bollente attraverso metà della nave. Risulteranno gravemente feriti o uccisi 32 membri dell'equipaggio, incluso il comandante William David Porter. La nave fu fuori servizio per il resto della campagna.
Le acque del Tennessee iniziarono ad inondare il forte passando attraverso le falle aperte nelle mura; travolto dal fuoco nemico ed in netta inferiorità numerica per aver fatto ritirare la maggior parte delle proprie truppe L. Tilghman fu costretto ad arrendersi ancor prima dell'arrivo delle truppe Nordiste via terra.

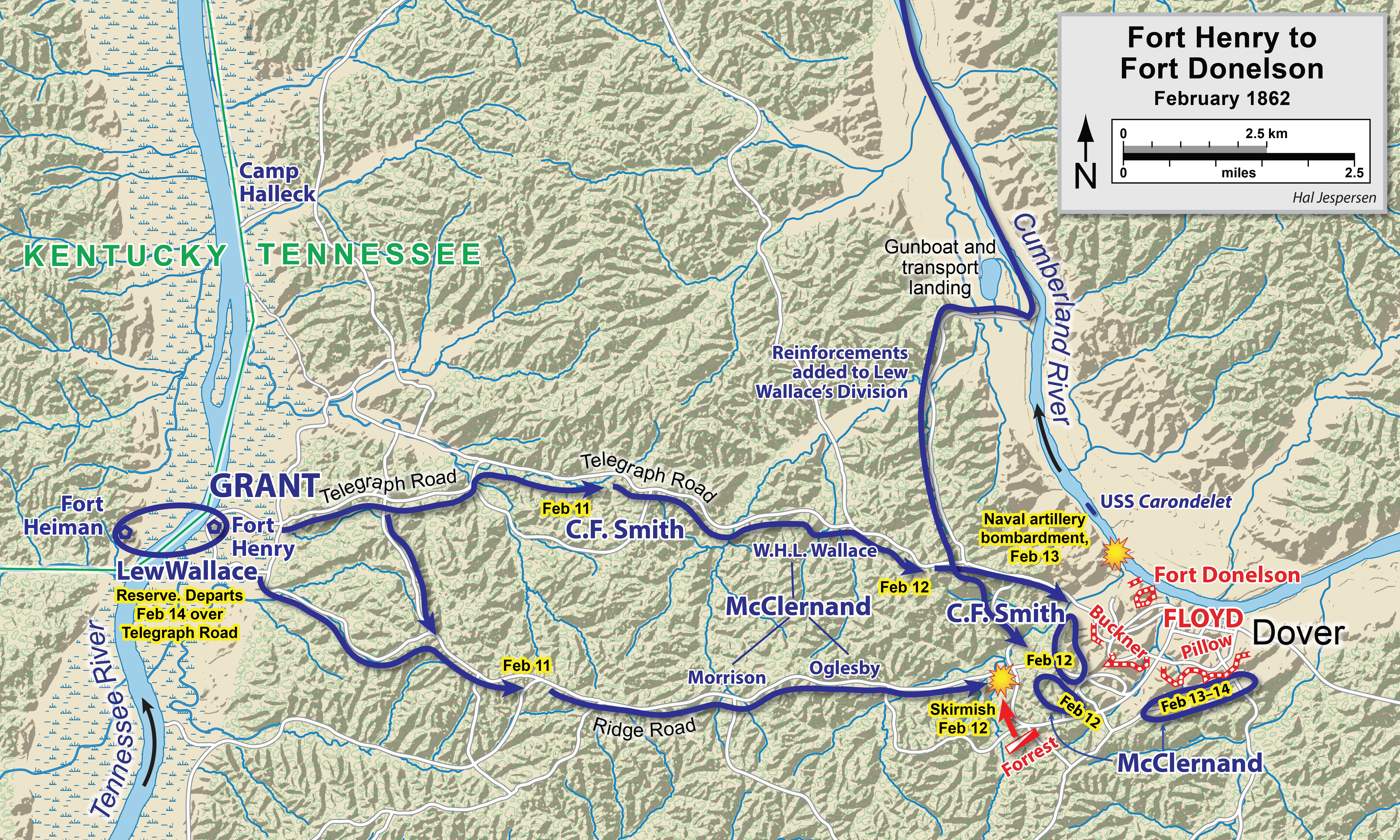
I movimenti da Fort Henry in direzione della battaglia di Fort Donelson.

## Conseguenze e incursione navale
Dopo che il bombardamento ebbe proseguito senza sosta per 75 minuti abbondanti, Tilghman si arrese alla flotta di Foote, che aveva chiuso il forte a meno di 370 m in un bombardamento a distanza ravvicinata; prima ancora di cominciare il comandante confederato disse ai suoi uomini che avrebbe offerto un'ora di resistenza per permettere ai suoi uomini di avere più tempo per fuggire. Con un solo cannone ancora in funzione, la marea che aveva allagato quasi completamente i magazzini delle munizioni e il resto dei cannoni distrutti, Tilghman ordinò di far calare la Bandiera degli Stati Confederati d'America e sollevare al suo posto un lenzuolo bianco sull'asta.
Vedendo apparire la bandiera bianca, le cannoniere dell'Unione cessarono immediatamente il fuoco. Una piccola lancia della flottiglia salpò quindi verso l'approdo della fortezza e raccolse Tilghman per la cerimonia di resa la quale si svolgerà a bordo della USS Cincinnati. Dodici ufficiali e 82 uomini della guarnigione erano prigionieri; altre vittime furono valutate in 15 uomini uccisi e 20 feriti. L'evacuazione imporrà la consegna di tutta l'artiglieria e delle attrezzature.

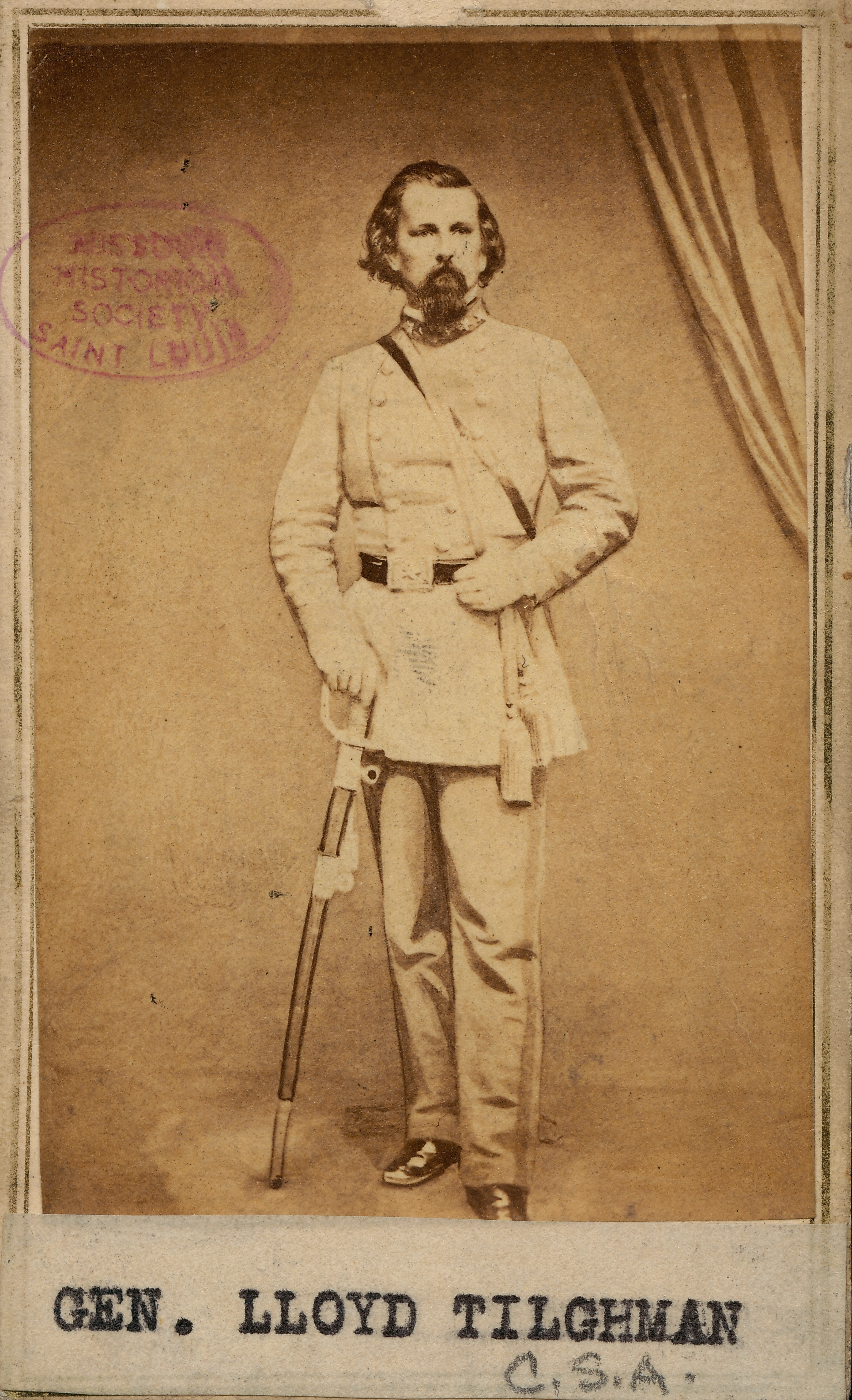
Il comandante di Fort Henry Lloyd Tilghman sarà fatto prigioniero di guerra.

Tilghman fu imprigionato a Fort Warren a Boston e sarà scambiato con John Fulton Reynolds, catturato nel corso della battaglia di Gaines's Mill.

La bandiera degli Stati Uniti d'America a 34 stelle.

Scriverà amaramente nel suo rapporto che Fort Henry era in una "miserabile posizione militare... La storia dell'ingegneria militare non è un parallelo degno in questo caso". Grant ainvierà un breve dispaccio ad Henry Halleck: "Fort Henry è nostro... ora prenderò e distruggerò Fort Donelson e poi tornerò indietro". Il Comandante generale informerà tempestivamente la presidenza di Abraham Lincoln: "Fort Henry è conquistato. La bandiera legittima è ristabilita sul suolo del Tennessee. Non sarà più rimossa".
Grant e le sue truppe giungeranno verso le tre pomeridiane del 6 di febbraio solo per vedere che la guarnigione si era già arresa; la divisione di McClernand arrivò al forte circa 30 minuti dopo. Nel frattempo la divisione di Smith aveva raggiunto l'oramai deserto Fort Heiman. Se Grant fosse stato più cauto e avesse fatto ritardare la partenza di 2 giorni, la battaglia non sarebbe mai avvenuta.
L'8 di febbraio Fort Henry era completamente sott'acqua. Il giorno precedente intanto le cannoniere USS Cincinnati, USS St. Louis e USS Essex erano già ritornate al Cairo con fischi di sirene a festa e la bandiera secessionista catturata che svolazzava capovolta. Il Chicago Tribune proclamerà la battaglia come "una delle più complete e importanti vittorie negli annali della guerra mondiale".
| Le tre timberclad' dell'Unione                      |
| --------------------------------------------------- |
| - La USS Conestoga - La USS Tyler - La USS Lexinton |

La caduta repentina di Fort Henry aprì rapidamente il corso del fiume Tennessee alle cannoniere dell'Unione facendo spostare il fronte a Sud del confine dell'Alabama ed al contempo favorì l'avanzata di Grant. Immediatamente dopo la resa Foote invierà il tenente Phelps e con le sue tre timberclads, la USS Tyler, la USS Conestoga e la USS Lexington in una missione volta a distruggere tutte le installazioni e le forniture di valore militare risalendo il fiume. Le corazzate della flottiglia avevano subito dei danni e ciò le renderà più lente e meno manovrabili nell'attuare il compito ora a portata di mano, inclusa la ricerca di navi confederate.
L'incursione si troverà quindi costretta a limitarsi e si bloccherà quanto a Muscle Shoals, appena passata Florence, il fiume diventò non più navigabile. Le 3 timberclads e le loro squadre di razziatori riusciranno però a mettere fuori uso le forniture e un importante ponte della rete ferroviavia di Memphis la quale collegava per tratta diretta l'Ohio all'Alabama.
Cattureranno anche una varietà di navi del Sud, tra cui la Sallie Wood, la Muscle e l'Eastport, una corazzata ancora in fase di costruzione; torneranno tutti sani e salvi a Fort Henry il 12 di febbraio. I cittadini di Florence chiesero a Phelps di risparmiare la loro città e il suo ponte ferroviario. Phelps accettò, non vedendo in esso alcun obiettivo militare importante.
Dopo la caduta di Fort Donelson per opera dell'Armata di Grant - la battaglia di Fort Donelson avvenne il giorno 16 - i fiumi Tennessee e Cumberland, due importanti rotte idriche nell'Ovest confederato, divennero vie d'acqua dell'Unione per il movimento di truppe e materiale; come d'altra parte lo stesso Grant sospettava fin dall'inizio, la cattura dei due forti e dei fiumi ad essi collegati fece prima radunare le forze confederate rimaste a Columbus; ma presto causò il ritiro sia dalla città che da tutto il Kentucky Occidentale.

## Conservazione
Sebbene vi sia strettamente associato, il sito di Fort Henry non viene gestito dal National Park Service come parte del Fort Donelson National Battlefield; attualmente fa parte invece del "Land Between the Lakes National Recreation Area". Quando il fiume Tennessee fu arginato negli anni 1930, creando da esso il lago Kentucky, i resti di Fort Henry furono permanentemente sommersi.
Un piccolo faro di navigazione, lontano dal litorale, segna la posizione dell'angolo Nord-ovest del vecchio forte. Fort Heiman si trovava in un terreno di proprietà privata fino all'ottobre del 2006, quando l'ufficio esecutivo della "Calloway County" trasferì 150 acri associati a quel forte al "National Park" per la sua gestione. Alcune delle opere di trinceramento sono ancora visibili.

### Altre letture
- Grant, Ulysses S. Personal Memoirs of U. S. Grant. 2 vols. Charles L. Webster & Company, 1885–86. ISBN 0-914427-67-9.
- Simpson, Brooks D. Ulysses S. Grant: Triumph over Adversity, 1822–1865. New York: Houghton Mifflin, 2000. ISBN 0-395-65994-9.
- Smith, Timothy B. Grant Invades Tennessee: The 1862 Battles for Forts Henry and Donelson. Lawrence: University Press of Kansas, 2016. ISBN 978-0-7006-2313-6.